# Тарб-5
Тарб-5 (фр. Tarbes-5, окс. Tarba-5) — кантон во Франции, находится в регионе Юг — Пиренеи. Департамент кантона — Верхние Пиренеи. Входит в состав округа Тарб.
Общее население кантона на 2007 год составляло 8 883 человека.
Код INSEE кантона 6532. В состав кантона входит одна коммуна.